# Región de Taoudeni
Taoudénit o Taoudeni (Bambara: ߕߊߎߘthߣߌ ߘߌߣߘߌߣ tr. Taudeni Dineja) es una región de Malí legislativamente creada en 2012 desde la parte norte del círculo de Timbuktu en la Región de Tombuctú. La implementación real de la región comenzó el 19 de enero de 2016 con el nombramiento de Abdoulaye Alkadi como gobernador de la región. Los miembros del consejo de transición de la región fueron designados el 14 de octubre de 2016.
El general Abderrahmane Ould Meydou reemplazó a Alkadi como gobernador en julio de 2017.
Su capital es la homónima Taoudeni, aunque el gobierno se basa actualmente en Tombuctú debido a la falta de infraestructura en esta. La región se divide en seis círculos.

## Geografía
La región de Taoudeni limita al sur con la región de Tombuctú al este con las regiones de Gao y de Kidal, al norte y noroeste con Argelia y al oeste con Mauritania. La región ocupa una superficie de 440.176 km², un área similar a la de Marruecos.